# Arhiepiscopul Macarie al III-lea
Makarios al III-lea (în limba greacă: Μακάριος Γ), născut Mihail Christodoulou Mouskos (în limba greacă: Μιχαήλ Χριστοδούλου Μούσκος) (n. 13 august 1913, Pano Panagia Pafou⁠(d), Eparchia Pafou, Cipru – d. 3 august 1977, Nicosia, Eparchia Lefkosias, Cipru), a fost arhiepiscop și primat al Bisericii Ortodoxe a Ciprului (1950-1977) și primul președinte al Republicii Cipru (1960-1974 și 1974-1977). 
În decembrie 1959 a fost ales cu o largă majoritate (66,85 %) în funcția de președinte al Ciprului, devenind astfel primul președinte al țării.
La 15 iulie 1974 a fost înlăturat din funcție printr-o lovitură de stat organizată de gruparea naționalistă elenă Garda Națională Cipriotă, care l-a instalat pe Nikos Sampson⁠(en)[traduceți] în locul său, în vederea unirii Ciprului cu Grecia. Acest demers a generat invazia turcă în Cipru, care a început pe 20 iulie 1974, la cinci zile după lovitura de stat.

## Galerie de imagini

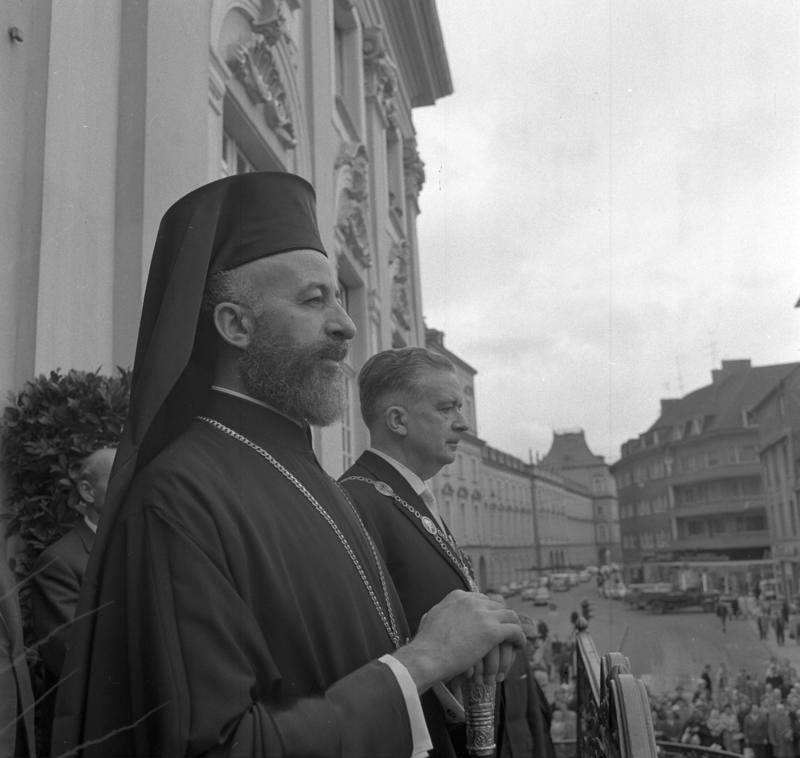
Makarios al III-lea în vizită de stat la Bonn (22 mai 1962)